# Ames (Kansas)
Ames ist ein Census-designated place mit 33 Einwohnern laut der Volkszählung von 2020 im Cloud County, Kansas, USA.

## Geschichte
Ames wurde 1883 offiziell gegründet.
Das Postamt wurde 1878 gegründet und 1993 geschlossen.

## Persönlichkeiten
- Ralph Chaplin (1887–1961), Schriftsteller, Künstler, Musiker und Arbeitsaktivist